# Tour dei Genesis
Elenco cronologico dei tour (o delle serie di concerti, ove raggruppabili per periodo) svolti dai Genesis dal 1969 al 2022 ed eventuali film e home video ufficiali tratti interamente dai loro concerti. Dall'elenco dei video in particolare sono escluse le esibizioni live per la televisione – con o senza pubblico in studio – e i documentari o servizi filmati contenenti soltanto frammenti ripresi dal vivo in concerto.
| Periodo             | Descrizione o eventuale titolo ufficiale   | Aree geografiche                       | Film e home video                                     |
| ------------------- | ------------------------------------------ | -------------------------------------- | ----------------------------------------------------- |
| set 1969 - ott 1970 | Primi concerti occasionali (*)             | Regno Unito                            |                                                       |
| ott 1970 - nov 1971 | Concerti dopo Trespass (*)                 | Regno Unito, Belgio                    |                                                       |
| nov 1971 - set 1972 | Concerti dopo Nursery Cryme                | Europa                                 |                                                       |
| ott 1972 - ago 1973 | Concerti dopo Foxtrot                      | Europa, Nord America                   | Pop 2 – Live at Bataclan, Paris (Michel Pamart, 1973) |
| set 1973 - mag 1974 | Concerti dopo Selling England by the Pound | Europa, Nord America                   | Shepperton Studios, London (Gerry Harrison, 1974)     |
| nov 1974 - mag 1975 | Tour di The Lamb Lies Down on Broadway     | Nord America, Europa                   |                                                       |
| mar - lug 1976      | Tour di A Trick of the Tail                | Nord America, Europa                   | Genesis in Concert (Tony Maylam, 1976)                |
| gen - lug 1977      | Genesis World Tour '77 (Wind & Wuthering)  | Europa, Nord America, Brasile          | Live at the Moody Coliseum, Dallas (1977)             |
| mar - dic 1978      | Tour di ...And Then There Were Three...    | Europa, Nord America, Giappone         |                                                       |
| mar - giu 1980      | Tour di Duke                               | Europa, Nord America                   | Live at the Lyceum, London (John Burrowes, 1980)      |
| ago - dic 1981      | Genesis in Concert '81 (Abacab)            | Europa, Nord America                   |                                                       |
| lug - ago 1982      | Genesis North American Tour '82            | Nord America                           | Three Sides Live (Stuart Orme, 1982)                  |
| settembre 1982      | Encore Tour - Europe                       | Europa                                 |                                                       |
| nov - dic 1983      | Genesis US & Canada 1983 (leg I)           | Nord America                           |                                                       |
| gen - feb 1984      | Genesis US & Canada 1984 (leg II)          | Nord America (+ 2 date a Birmingham)   | Genesis Live – The Mama Tour (Jim Yukich, 1984)       |
| set - ott 1986      | Invisible Touch Tour (leg I)               | Nord America                           |                                                       |
| nov - dic 1986      | Invisible Tour (leg II: Australasia '86)   | Nuova Zelanda, Australia               |                                                       |
| gen - mar 1987      | Invisible Touch Tour (leg III)             | Stati Uniti d'America, Giappone        |                                                       |
| mag - lug 1987      | Invisible Touch Tour Summer '87            | Europa, Stati Uniti d'America          | Live at Wembley Stadium (Jim Yukich, 1988)            |
| mag - giu 1992      | We Can't Dance World Tour 1992             | Nord America                           |                                                       |
| giu - nov 1992      | We Can't Dance European Tour               | Europa                                 | The Way We Walk – Live in Concert (Jim Yukich, 1993)  |
| ago 1997 - mag 1998 | Calling All Stations Europe                | Europa                                 |                                                       |
| mar - lug 2007      | Turn It on Again: The Tour (leg I)         | Europa                                 | When in Rome 2007 (David Mallet, 2007)                |
| set - ott 2007      | Turn It on Again: The Tour (leg II)        | Nord America                           |                                                       |
| set - ott 2021      | The Last Domino? UK and Ireland Tour (**)  | Regno Unito                            |                                                       |
| nov - dic 2021      | The Last Domino? North American Tour       | Nord America                           |                                                       |
| marzo 2022          | The Last Domino? European Tour             | Europa (+ recupero di 3 date a Londra) |                                                       |

(*) I primissimi concerti dei Genesis (settembre 1969 – luglio 1970) vedevano sul palco Tony Banks, Peter Gabriel, John Mayhew, Anthony Phillips e Mike Rutherford; dall'agosto del 1970 Phil Collins rimpiazzò Mayhew alla batteria mentre il ruolo di chitarrista lasciato vacante da Phillips fu colmato occasionalmente prima da Ronnie Caryl e poi da Mick Barnard fino al gennaio 1971, quando Steve Hackett debuttò dal vivo come quinto membro stabile. Da allora in poi, la formazione in ciascuna tournée corrisponde a quella dell'album in studio pubblicato nello stesso periodo (non contando i turnisti aggiuntisi regolarmente in concerto a partire dal 1976).

(**) Il titolo ufficiale del tour menziona l'Irlanda poiché inizialmente erano previste due date a Dublino, poi cancellate a seguito di ripetuti rinvii dell'intera tournée, dovuti alla pandemia di CoViD-19.